# Cyaneolytta laminicornis
Cyaneolytta laminicornis es una especie de coleóptero de la familia Meloidae.

## Distribución geográfica
Habita en Angola.